# Elmenhorst/Lichtenhagen
Elmenhorst/Lichtenhagen – gmina w Niemczech,  w kraju związkowym Meklemburgia-Pomorze Przednie, w powiecie Rostock, wchodząca w skład urzędu Warnow-West.